# Zyginidia lineata
Zyginidia lineata är en insektsart som först beskrevs av Lindberg 1954.  Zyginidia lineata ingår i släktet Zyginidia och familjen dvärgstritar. Inga underarter finns listade i Catalogue of Life.